# Vouziers
Vouziers – miejscowość i gmina we Francji, w regionie Grand Est, w departamencie Ardeny. 1 stycznia 2016 roku połączono trzy wcześniejsze gminy: Terron-sur-Aisne, Vouziers oraz Vrizy. Siedzibą gminy została miejscowość Vouziers, a nowa gmina przyjęła jej nazwę. W 2013 roku populacja Vouziers wynosiła 4456 mieszkańców. 
W Vouziers w 1828 urodził się Hippolyte Taine, francuski filozof, psycholog, historyk sztuki i literatury oraz krytyk literacki. 